# Prealpi dei Bauges
Le Prealpi dei Bauges (in italiano Bovili, desueto) sono una sottosezione delle Prealpi di Savoia in Francia.
Si trovano a cavallo dei dipartimenti francesi della Savoia e dell'Alta Savoia.

## Delimitazione
Confinano:

Carta delle Prealpi dei Bauges.

- a nord-est con le Prealpi dei Bornes (nella stessa sezione alpina);
- ad est con le Alpi del Beaufortain (nelle Alpi Graie) e separate dal torrente Arly;
- ad est con le Alpi della Vanoise e del Grand Arc (nelle Alpi Graie) e separate dal fiume Isère;
- a sud-est con la Catena di Belledonne (nelle Alpi del Delfinato) e separate dalla Comba di Savoia;
- a sud-ovest con le Prealpi della Chartreuse (nella stessa sezione alpina);
- ad ovest e nord-ovest si stemperano nella valle del Rodano.

Ruotando in senso orario i limiti geografici sono: Sella di Viuz, torrente Chaise, fiume Arly, Albertville, fiume Isère, Sella di Chacusard, Chambéry, Aix-les-Bains, colline d'Annecy, Annecy, Lago di Annecy, Sella di Viuz.

## Suddivisione
La classificazione SOIUSA delle Prealpi dei Bauges è la seguente:
- Grande parte = Alpi Occidentali
- Grande settore = Alpi Nord-occidentali
- Sezione = Prealpi di Savoia
- Sottosezione = Prealpi dei Bauges
- Codice = I/B-8.V

Secondo la SOIUSA le Prealpi dei Bauges si suddividono in due supergruppi, quattro gruppi e dieci sottogruppi:
- Catena Arcalod-Trélod-Semnoz (A)[4]
  - Gruppo della Pointe d'Arcalod (A.1)
    - Cresta della Dent de Cons (A.1.a)
    - Cresta dell'Arcalod (A.1.b)
    - Cresta Pécloz-Arclusaz (A.1.c)

  - Gruppo Trélod-Semnoz (A.2)
    - Gruppo del Trélod (A.2.a)
    - Montagna del Semnoz (A.2.b)
- Catena Grand Colombier-Margerie-Revard (B)[5]
  - Gruppo del Grand Colombier (B.3)
    - Catena Chardonnet-Pelat-Charvet (B.3.a)
      - Cresta Pelat-Chardonnet (B.3.a/a)
      - Cresta Charvet-Guet (B.3.a/b)

    - Nodo del Grand Colombier (B.3.b)
    - Cresta Galloppaz-Buffaz (B.3.c)

  - Gruppo Margerie-Revard (B.4)
    - Cresta del Mont Margerie (B.4.a)
    - Cresta del Mont Revard (B.4.b)

## Vette

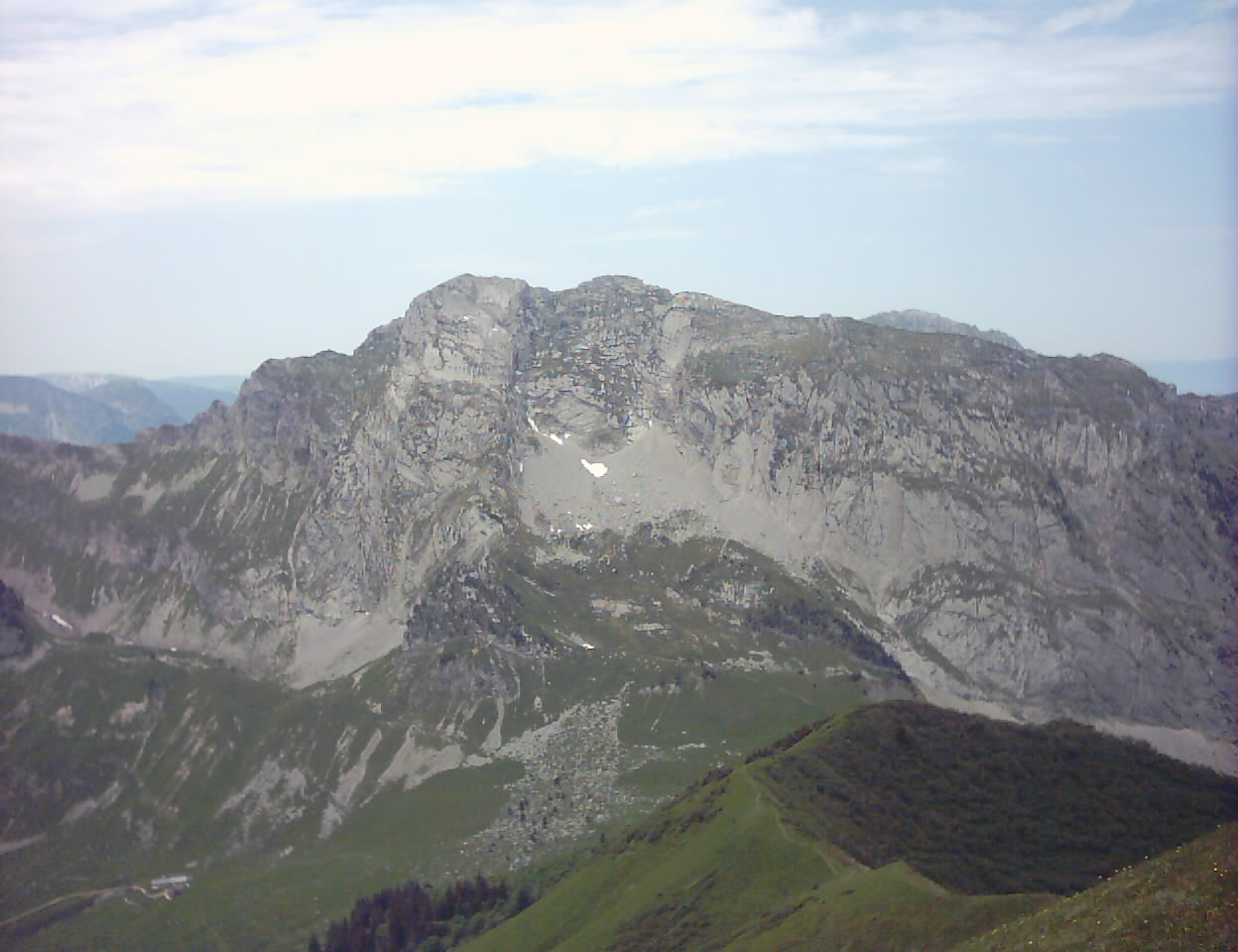
Versante est dell'Arcalod.

- Arcalod, 2.217 m
- Sambuy, 2.198 m
- Pécloz, 2.197 m
- Trélod, 2.181 m
- Pointe de Chaurionde, 2.173 m
- Mont d'Armenaz, 2.158 m
- Petite Sambuy, 2.107 m
- Pointe des Arces, 2.076 m
- Mont de la Coche, 2.070 m
- Dent de Cons, 2.062 m
- Pointe des Arlicots, 2.060 m
- Mont Colombier, 2.043 m
- Dent d'Arclusaz, 2.041 m
- Grand Parra, 2.012 m.